# Morphogenèse végétale
La morphogenèse végétale (du grec morphê/μορφη, forme, et genesis/γένεσις, naissance) constitue l'ensemble des mécanismes qui participent à l'édification d'une plante. Elle intervient de la germination de la graine jusqu'à la mort de la plante.
Les mécanismes fondamentaux de la morphogenèse végétale sont communs à toutes les espèces végétales.

## Construction des végétaux

### Diversité morphologique des végétaux

#### Ports différents chez des végétaux de même espèce
Le port désigne l’aspect, la forme générale d’un végétal. Par exemple, un arbre peut être dressé, en boule ou en drapeau. Il résulte de la disposition et du développement des organes c’est-à-dire du tronc et des branches, des tiges et des rameaux, feuilles … La morphologie dépend des caractéristiques génétiques de l’espèce. Il existe des différences entre les plantes d'une même espèce. Toutes ces différences s’expliquent par des interactions avec l’environnement (ombre des arbres, lumière, vent,air.... ).

#### Morphologies semblables chez des végétaux d’espèces différentes
Des plantes d'espèces différentes peuvent avoir un aspect semblable si elles sont soumises à un même environnement. Cela se démontre si l’on déplace une fleur de montagne près d’une fleur de plaine, celle-ci modifie son aspect au point qu'elles se ressemblent.

#### Génotype et phénotype
La morphologie des végétaux résulte de l’expression du génotype de l’espèce. Cette information génétique est portée par les chromosomes dans le noyau (rappelons que les cellules végétales sont eucaryotes). La réalisation du génotype est modifiée par les facteurs de l’environnement.

### Croissance d’une plante

#### Le développement du réseau racinaire
L’embryon contenu dans la graine comporte une ébauche de racine. Lors de la germination, cette ébauche s’allonge à partir de son extrémité et s’enfonce dans le sol. Elle forme la racine principale à partir de laquelle se forment les ramifications latérales : les racines secondaires.

#### Édification des parties aériennes
L’embryon porte une petite tige pourvue d’une ébauche de bourgeon terminal. La tige se développe à partir de ce bourgeon apical. Une tige est formée d’une succession de nœuds et d’entre-nœuds. Quant aux feuilles, elles sont insérées au niveau des nœuds qui comportent également un bourgeon axillaire. C’est à partir de celui-ci que se développent les rameaux secondaires. Sous le climat tempéré, les feuilles ont généralement une durée de vie limitée. Chez les plantes dites annuelles, les bourgeons sont des structures permanentes mais leur fonctionnement n’est pas continu, les feuilles tombent puis de nouvelles feuilles apparaissent au printemps par ces bourgeons dits "axillaires", chez les plantes pérennes par contre, le fonctionnement des bourgeons se fait tout au long de la vie de la plante.
En ce qui concerne le bourgeon apical (principal au niveau de l'apex, dôme de la plante) , il éclot chaque printemps assurant la croissance et la ramification de la tige.
C’est donc du fonctionnement des bourgeons que dépend l’organisation des parties aériennes.

#### Croissance en épaisseur
On observe une croissance en épaisseur seulement chez les plantes pérennes (arbres) et d’années en années, la tige se transforme en tronc.

### Fonctionnement des zones de croissance

#### Croissance en longueur
La croissance en longueur est localisée à quelques millimètres de l’extrémité de la plante (sous l'apex). Elle associe deux phénomènes : la division cellulaire (mitose au niveau du méristème) et l’élongation des cellules produites.
Le méristème est une zone de division, située sous une coiffe protectrice. Les cellules y sont de petite dimension et sont indifférenciées. Elles sont donc susceptibles de donner n’importe quel type cellulaire. Il produit deux types de cellules : une qui reste indifférenciée et qui continue à se diviser et une cellule qui cessera de se diviser mais qui participera à la structure de la racine (qui vont subir un allongement dans la zone d’élongation). Pour l’élongation : voir 3.
Plus loin de l’extrémité, les cellules acquièrent des caractères spécifiques en liaison avec leur fonction : c’est la zone de différenciation. Par exemple des cellules prennent leur fonction de transport de la sève, poils absorbant, conducteur de sève, stockage de l’amidon …

#### Fonctionnement des bourgeons et différenciation cellulaire
Les bourgeons sont situés à l’extrémité des tiges ou des rameaux (bourgeon apical) et à l’aisselle des feuilles (bourgeon axillaire). Chaque bourgeon est constitué d’un méristème apical, d’ébauche de feuilles imbriquées recouvrant ce méristème apical et de cellules méristématiques situées à l’aisselle de chaque ébauche de feuilles.

## Mitose un processus commun aux eucaryotes
Une cellule qui se divise par mitose donne naissance à deux cellules filles qui possèdent le même nombre de chromosomes que la cellule mère. Cela suppose une copie de l’information génétique avant le partage des deux exemplaires au cours de la mitose. C’est pendant l’interphase qu’intervient cette duplication de chromosomes (et la réplication de l'ADN).

### Déroulement de la mitose
Avant la mitose, le chromosome est dupliqué, c’est un chromosome double c’est-à-dire un chromosome à deux chromatides donc deux doubles hélices.

#### Prophase
Les chromosomes se condensent. Ils deviennent visibles dans la cellule. Entre deux pôles de la cellule, apparaît un fuseau mitotique. L’enveloppe nucléaire disparaît et les chromosomes dupliqués et très épais sont répartis au hasard dans le cytoplasme.

#### Métaphase
Les centromères des chromosomes sont alignés au niveau de l’équateur du fuseau mitotique et forment une figure appelée plaque équatoriale.

#### Anaphase
Pour chaque chromosome dupliqué, les deux chromosomes simples donc à une chromatide se séparent au niveau du centromère. On a deux lots identiques de chromosomes à une chromatide qui migrent en sens opposés vers chaque pôle cellulaire. Dès l’anaphase, la séparation du cytoplasme commence.

#### Télophase
Chaque lot de chromosomes simples arrive à un pôle de la cellule et se décondense. Une enveloppe nucléaire se forme autour de chaque lot et achève ainsi la formation des deux noyaux fils ce qui marque la fin de la mitose. Le fuseau mitotique disparaît et la séparation du cytoplasme continue. Chaque phase est caractérisée par l’état des chromosomes et leur localisation dans la cellule.

### Phase préparatoire à la division cellulaire: interphase
La réplication de l’ADN se déroule à un moment de l'interphase nommée phase S. Elle suit une phase de croissance de la cellule G1 et précède une seconde phase de croissance appelée G2.

#### La réplication, un mécanisme semi conservatif
Le modèle de Watson et Crick : En 1953, ils découvrent la structure de l'ADN. À la suite de cela, ils proposent un modèle de réplication, le modèle semi conservatif. L’ADN étant une double hélice constituée de deux brins complémentaires qui s’associent selon les liaisons de nucléotides par complémentarité des bases azotées (Adénine/Thymine, Guanine/Cytosine). Chacun des deux brins sert de matrice à la synthèse d’un nouveau brin. Chaque molécule d'ADN contient donc un brin ancien et un nouveau.

#### Complexe enzymatique qui catalyse la réaction
Les molécules d’ADN en cours de réplication peuvent être observées au microscope électronique. Il est alors possible de voir des zones appelées œil de réplication où la molécule d’ADN semble s’être dédoublée. Un œil est formé par deux fourches de réplication. La réplication s’effectue au niveau de chaque fourche et progresse sur les deux brins en même temps.
L’ADN polymérase se fixe sur la molécule d’ADN et l’ouvre. Les deux brins se séparent. Des nucléotides libres complémentaires de chaque brin se placent en face des nucléotides des deux brins. L’ADN polymérase lie les nucléotides libres par une liaison covalente : il y a formation de deux brins nouveaux. Elle se déplace le long de l’ADN et à la fin de la phase S toute la molécule d’ADN est répliquée sauf au niveau du centromère qui lie les deux nouvelles molécules d’ADN. La réplication nécessite des nucléotides libres, de l’ADN polymérase et de l’énergie. L’ADN polymérase est une enzyme qui est douée d’une fonction de correction d’erreur : s’il existe une erreur, elle va relire le dernier nucléotide et le remplacer.

### Modification cellulaire lors de la mitose
Les événements les plus importants et les plus faciles à observer concernent les chromosomes mais d’autres structures cellulaires subissent d’importantes modifications.

#### Intervention du fuseau mitotique
Les chromosomes dupliqués ou simples se déplacent lors de la mitose grâce au fuseau mitotique qui est une machine à déplacer les chromosomes. Il commence à se mettre en place en prophase et disparaît en télophase après avoir permis le mouvement des chromosomes durant la métaphase et l’anaphase.

#### Partage du cytoplasme: la cytodiérèse
Chez les végétaux, la cytodiérèse se fait par l’apparition d’une construction d’une nouvelle paroi à l’équateur de la cellule.
Ches les animaux, le cytoplasme est divisé en deux par un simple étranglement du cytoplasme dans la région équatoriale du fuseau de division. Les cellules filles possèdent tous les organites nécessaires à leur survie.
L’alternance systématique de la réplication de l’ADN (en interphase S) et du partage des deux duplications (en anaphase de mitose) assurent la conservation de l’information génétique au cours des générations cellulaires successives. Donc interphase et mitose constituent le cycle cellulaire.

## Croissance et le contrôle de la morphogenèse

### Croissance cellulaire
Les cellules végétales possèdent une paroi extensible, cadre plus ou moins rigide entourant de façon permanente chaque cellule. C’est l’existence de cette paroi qui conditionne l’existence.

#### Paroi primaire est une surface extensible
Elle comporte plusieurs parties mises en place successivement.
La paroi squelettique est une cloison primitive qui s’édifie et sépare les deux cellules filles après la mitose. De chaque côté de la lamelle moyenne, chaque cellule fille en croissance va élaborer sa propre paroi.
La paroi primaire extensible possède une épaisseur de 1 à 3 pm. Elle est composée de polysaccharides (enchaînement de sucres) : la cellulose formée d’unité de glucose, l’hémicellulose, des composés pectiques, des protéines et des glycoprotéines. Les molécules de cellulose forment un réseau de microfibrilles enrobées dans une pâte faite principalement d’hémicelluloses liées à la protéine. Cette pâte relativement molle rend la paroi primaire extensive.

#### Allongement des cellules
Le processus d’allongement nécessite l’intervention de deux processus : un relâchement de la pâte qui unit les microfibrilles de cellulose et l’ajout de nouvelles microfibrilles de cellulose (et autres composés) à la paroi primaire. Ainsi la surface pariétale s’accroît et la cellule grandit. La croissance cellulaire chez les végétaux n’est pas un simple gonflement mais un véritable grandissement.
Dans une cellule qui grandit, de l’espace nouveau est créé. Cet espace est en grande partie occupé par ses vacuoles, cavités ménagées dans le cytoplasme. Les vacuoles contiennent un liquide riche en eau dans lequel de nombreuses substances sont dissoutes (ions minéraux : potassium, magnésium, acides aminés, saccharose…). Ces substances dissoutes créent un appel d’eau de l’extérieur de la cellule vers l’intérieur. Il en résulte une pression : la pression de turgescence ou osmotique qui s’exerce sur toute la surface de la paroi par l’intermédiaire du cytoplasme. Cette pression de turgescence produit la force nécessaire au gonflement de la cellule et est le moteur de l’extension cellulaire. L’état physiologique normal d’une cellule végétale en croissance ou non est l’état turgescent. Quand la cellule perd de l’eau, la vacuole diminue de volume et la cellule devient plasmolysée. Une plasmolyse prolongée provoque la mort de la cellule. D’autre part, la paroi permet à la cellule de ne pas éclater sous l’effet de cette pression. La preuve est fournie par une suspension de protoplastes. Les protoplastes sont des cellules végétales privées de leur paroi (attaque enzymatique). Dans un milieu où l’eau pénètre dans les protoplastes, ces derniers éclatent.

#### Fonction de la paroi squelettique
Une fois la taille de la cellule acquise, la paroi secondaire se forme par dépôts successifs à l’intérieur de la paroi primaire. Ces dépôts dépourvus de composés pectiques et de protéines comportent des microfibrilles de cellulose extrêmement serrées les unes contre les autres. Ces dépôts ne peuvent plus s’agrandir.

### Rôles de l’auxine dans la croissance cellulaire

#### Auxine est une hormone végétale ou phytohormone
L’auxine est la première hormone végétale découverte. Actuellement on appelle hormone une substance qui remplit plusieurs conditions :
- être fabriquées par la plante (donc ne pas être absorbée dans le milieu)
- être active à très faible dose (pour l’auxine 10^-6g.mL-1)
- véhiculer des informations à des cellules sensibles à son action (cellules cibles qu’elle modifie)
- se dégrader après avoir agi.

#### Effets physiologiques de l'auxine
La fabrication de l’auxine se déroule dans les méristèmes des tiges à partir d’un acide aminé, la tryptophane. Elle migre vers l'apex cibles situées à la base des organes, donc le transport de l’auxine est polarisé. L’auxine contrôle la croissance cellulaire en stimulant l’augmentation de taille due à l’élongation cellulaire. Outre cet effet, l'auxine agit sur la conséquence cellulaire en provoquant la formation de racines latérales et de tissus conducteurs.

#### Double action sur la croissance cellulaire
L’auxine contrôle la croissance en stimulant l’élongation cellulaire. Son action est double :
- une action à court terme sur la plasticité de la paroi. Elle abaisse le pH de la paroi, en provoquant une migration de protons H+ vers la paroi ce qui facilite son relâchement et augmente ainsi la plasticité pariétale. L'auxine augmente également la pression de turgescence dans la vacuole ce qui contribue davantage à l'élongation de la cellule
- une action à long terme sur l’expression des gènes codant les protéines intervenant dans l’élongation cellulaire. Elle stimule la synthèse d’ARNm spécifiques. Les ARN sont ensuite traduits en protéines enzymatiques nécessaires à la fabrication des polysaccharides (cellulose, hémicellulose…) de la paroi

### Hormone et développement cellulaire

#### Répartition de l’auxine modifie le développement
Le coléoptile d’une graminée se courbe lorsqu’il est éclairé latéralement. On parle alors de phototropisme. Cette courbure résulte uniquement d’une différence de croissance entre la face éclairée et la face sombre par élongation des cellules. La face longue s’allonge davantage du fait qu’elle contient beaucoup plus d’auxine qui stimule l’élongation cellulaire. A faible dose, la lumière provoque une migration de l’auxine vers les régions non éclairées de la plante, à forte dose de lumière, l'auxine est détruite du côté éclairé et il n'en reste que du côté sombre; dans les deux cas, c'est le côté opposé à la lumière qui connaît la croissance la plus vive, ce qui explique la croissance orientée observée.
Le bourgeon terminal empêche les bourgeons sous-jacents de se développer. On dit qu’il exerce une dominance apicale. Elle s’explique par le fait que le bourgeon terminal fabrique de l’auxine qui inhibe directement le développement des autres bourgeons. La section du bourgeon terminal modifie la répartition de l’auxine et lève cette dominance. On parlera de gradian de l'auxine.
bourgeon terminal
```
________
\      /
 \    /
  \  /
   \/
 racine
```

#### Organogenèse: une affaire d’équilibres hormonaux
L’auxine n’est pas la seule hormone végétale nécessaire au développement et à la croissance : les cytokinines (interviennent dans la division cellulaire), les gibbérellines, les acides abscissiques, l’éthylène. La culture in vitro des cellules végétales illustre bien l’intervention conjuguée de ces hormones. Si l’on met un fragment de plan avec autant d’auxine que de cytokinines, on va stimuler la division cellulaire mais il n’y a pas d’apparition d’organe ; on obtient des cals qui sont des massifs de cellules indifférenciées. Si l’on met plus d’auxine que de cytokinines, il y a développement des racines. À l’inverse, on obtient des bourgeons.
La mise en place des organes végétaux est donc contrôlée par les proportions des hormones végétales auxine et cytokinines essentiellement.